# ドイツにおける死刑
ドイツにおける死刑（ドイツにおけるしけい）では、ドイツにおける死刑について解説する。なお、ドイツにおける死刑制度は、西ドイツでは1949年に、東ドイツでは1987年に廃止された。

## 歴史
ドイツの死刑は中世時代までは斬首刑・絞首刑・火刑・車裂きの刑など罪状と身分によって多種多様な死刑が行われていた。1803年になるとフランス式の方法に習い、ギロチンのみとなった。
プロイセン王国では、ヴィルヘルム3世の時代（1797年 - 1840年）はオーストリアの影響でブルシェンシャフトなどの市民活動が弾圧され、1836年には204人の蜂起学生たちが拘束され、運動家の学生ら数人に死刑が下された。
1849年に開催されたフランクフルト国民議会で起草されたドイツ憲法案では、自由主義的色彩の濃いものであり死刑の適用をほとんど除外するように規定されていたが、実際に成立することは無かった。逆に鉄血宰相ビスマルクの軍事拡大政策から戦争の障害となる物に対しては厳しい死刑を科すようになり、プロイセンの軍法は大変に厳しく、脱走と敵前逃亡はほとんどが死刑とされた。この極端な軍事優先の刑罰体制は形を変えてナチス・ドイツへと受け継がれ、ナチス政権下での死刑の大量発生へと受け継がれていった。
ナチス政権のヒトラー総統は、犯罪に対する行きすぎた厳罰化政策を推進した結果、およそ40,000人に死刑宣告が行われた。処刑の効率を上げるためにギロチンが使われたが、1942年からは落差のない高さで行う絞首刑も行われた。また軍人に対する銃殺執行隊も準備されていた。なお死刑が適用できる犯罪として殺人、国家反逆罪、反逆罪教唆のほか、スパイ活動、地下出版や外国のラジオを聞くこと、良心的兵役拒否者を隠匿する行為など、第三帝国が「不必要」と判断した者を死に追いやることが出来た。
あまりにも大量の死刑執行により死刑執行人が足りなくなり、記録がはっきりしているだけでも8人が増員されている。彼らは全員が終戦と同時に解雇されている。
また罪を犯していない、つまり刑事責任が無く、刑罰を受けない者であっても行政執行によって致死処分にされた障害者やユダヤ人など大量の人間が殺された。これらの死は刑事罰ではないので法学的な意味で死刑ではない。
ドイツでは死刑執行人が世襲であった。ワイマール時代から第二次世界大戦後まで死刑執行人を務めたドイツ最後の死刑執行人であったヨハン・ライヒハート（1893年-1972年）は前述のナチスの大量処刑時代に死刑執行業務についていたため、公式記録の残る死刑執行人としては歴史上最大の3,165人の処刑に携わった記録を持っている。この中にはナチスの占領地における処刑の数字も含まれている。なお彼はナチス党員であったため、戦後戦犯として連合国に逮捕されたが、処刑命令に忠実に当たっただけとして無罪になった。そのうえで1946年5月末にランズバーグ刑務所で156人のナチス戦犯を処刑するために彼は再雇用され、かつて処刑命令を出していた政治指導者達を処刑するという歴史の皮肉な役割を担った。
なお、ニュルンベルク裁判で死刑判決を受けた10人のナチ戦犯の絞首刑はドイツ人の手にかからず、アメリカ陸軍のジョン・C・ウッズ二等軍曹が執行している。
1945年から1946年にかけて行われたニュルンベルク裁判ではナチスの戦争犯罪人に死刑が適用されたが、旧西ドイツ最後の処刑は、1949年5月11日に強盗殺人犯ベルトルト・ベーマイヤー (Berthold Wehmeyer) に対するギロチン刑が行われた。その後旧西ドイツは戦争中に多数の国民を処刑した反省からドイツ基本法制定時に死刑が廃止された。ただし1963年に発生した、タクシー運転手連続殺人事件をきっかけに西ドイツで死刑の再開が議論されたが、再開されることはなかった。なおライヒハートは死刑再開法案を支持する政治活動に招待され、その場で処刑を最も早く残酷でない方法で行うにはギロチンが良いと主張したという。
一方の旧東ドイツでは1981年6月26日に西ドイツへの亡命を企てたとして、スパイ罪と反逆罪で死刑判決を受けた元シュタージ局員ヴェルナー・テスケ大尉 (en:Werner Teske) に対して執行された死刑が最後となり、1987年には死刑を廃止した。

## 執行方法
- ギロチン

## 死刑執行人
詳細は死刑執行人#ドイツを参照